# Route nationale 265
Die Route nationale 265, kurz N 265 oder RN 265, ist eine französische Nationalstraße, die die Route nationale 165 (N 165) mit der Route nationale 12 (N 12) verbindet. Die Strecke ist als Schnellstraße mit jeweils zwei Fahrstreifen je Fahrtrichtung ausgebaut. Die Klassifizierung erfolgte 1996.

## Verlauf
Die Route nationale 265 beginnt an der autobahnähnlich ausgebauten Anschlussstelle Kervao der N 12 im Gemeindegebiet von Gouesnou. Die N 265 führt dann in südlicher Richtung an Gewerbe- und Industriegebieten der Gemeinde Guipavas vorbei zum Kreisel mit dem Boulevard François Mitterrand, der in das Zentrum von Brest führt. In südöstlicher Richtung setzt sich der Verlauf nach Le Relecq-Kerhuon fort. Am Rond-Point de Kergleuz vereinigt sich die N 265 dann mit der N 165.

## Früherer Verlauf
Von 1978 bis 1979 war der Straßenabschnitt von Rédené nach Saint-Évarzec als Route nationale 265 (heute: Route nationale 165) beschildert.